# Manantiales de Cerro Colorado
Manantiales de Cerro Colorado är en ort i Mexiko.   Den ligger i kommunen Tezontepec de Aldama och delstaten Hidalgo, i den sydöstra delen av landet, 80 km norr om huvudstaden Mexico City. Manantiales de Cerro Colorado ligger 2 062 meter över havet och antalet invånare är 241.
Terrängen runt Manantiales de Cerro Colorado är huvudsakligen platt, men österut är den kuperad. Runt Manantiales de Cerro Colorado är det ganska tätbefolkat, med 185 invånare per kvadratkilometer. Närmaste större samhälle är Tula de Allende, 11,2 km sydväst om Manantiales de Cerro Colorado. Omgivningarna runt Manantiales de Cerro Colorado är en mosaik av jordbruksmark och naturlig växtlighet.